# 동창이 밝았느냐
《동창이 밝았느냐》는 KBS Classic FM에서 1991년 11월 4일 월요일부터 2013년 4월 7일 일요일까지 22년 만에 종영 방송된 국악 전문프로그램이다.

## 진행자
- 김관동 아나운서 (남)

| KBS 1FM(Classic FM)       |                     |                 |
| 이전                      | 동창이 밝았느냐     | 다음            |
| 여기는 KBS 1FM Classic FM | 동창이 밝았느냐     | 새아침의 클래식 |
|                           | 오전 5시 ~ 오전 6시 |                 |
|                           |                     |                 |

| KBS 지역국 FM 방송(지방 1FM) |                 |                      |
| 이전                         | 동창이 밝았느냐 | 다음                 |
| 여기는 KBS 지역국 FM         | 동창이 밝았느냐 | 이근철의 굿모닝 팝스 |
|                              |                 |                      |
|                              |                 |                      |